# Chyliza nigriapex
Chyliza nigriapex är en tvåvingeart som beskrevs av Frey 1955. Chyliza nigriapex ingår i släktet Chyliza och familjen rotflugor.
Artens utbredningsområde är Myanmar. Inga underarter finns listade i Catalogue of Life.